# كارميلو غاريدو ألاركون
كارميلو غاريدو ألاركون (بالإسبانية: Carmelo Garrido Alarcón)‏ هو لاعب كرة قدم إسباني، ولد في 12 سبتمبر 1971.

## روابط خارجية
- كارميلو غاريدو ألاركون على موقع Paralympic.org (الإنجليزية)
- كارميلو غاريدو ألاركون على موقع اللجنة البارالمبية الإسبانية (الإسبانية)